# 微睾短腺吸虫
微睾短腺吸虫（学名：Brachylecithum microrchis）为双腔科短腺属的动物。在中国大陆，分布于福州等地，营寄生生活，终末宿主八哥、黑颈八哥，寄生于肝脏以及胆管。该物种的模式产地在福州。